# Бородай алоеподібний
Бородай алоеподібний (Pogonatum aloides) — вид мохів порядку рунянкальних (Polytrichales).

## Поширення
Батьківщиною є Європа, Африка, Азія.
Pogonatum aloides є мохом-піонером і росте на безвапняних, переважно супіщаних, змінно вологих, від легких до тінистих сирих ґрунтах, рідко на тонких гумусових шарах або лесових суглинках. Бажані місця – це насипи та краю доріжок у лісі, краю ґрунту, тріщини в землі або корені повалених дерев. Він широко поширений від рівнин до субальпійського рівня, особливо за межами вапнякових ділянок.

## Характеристика

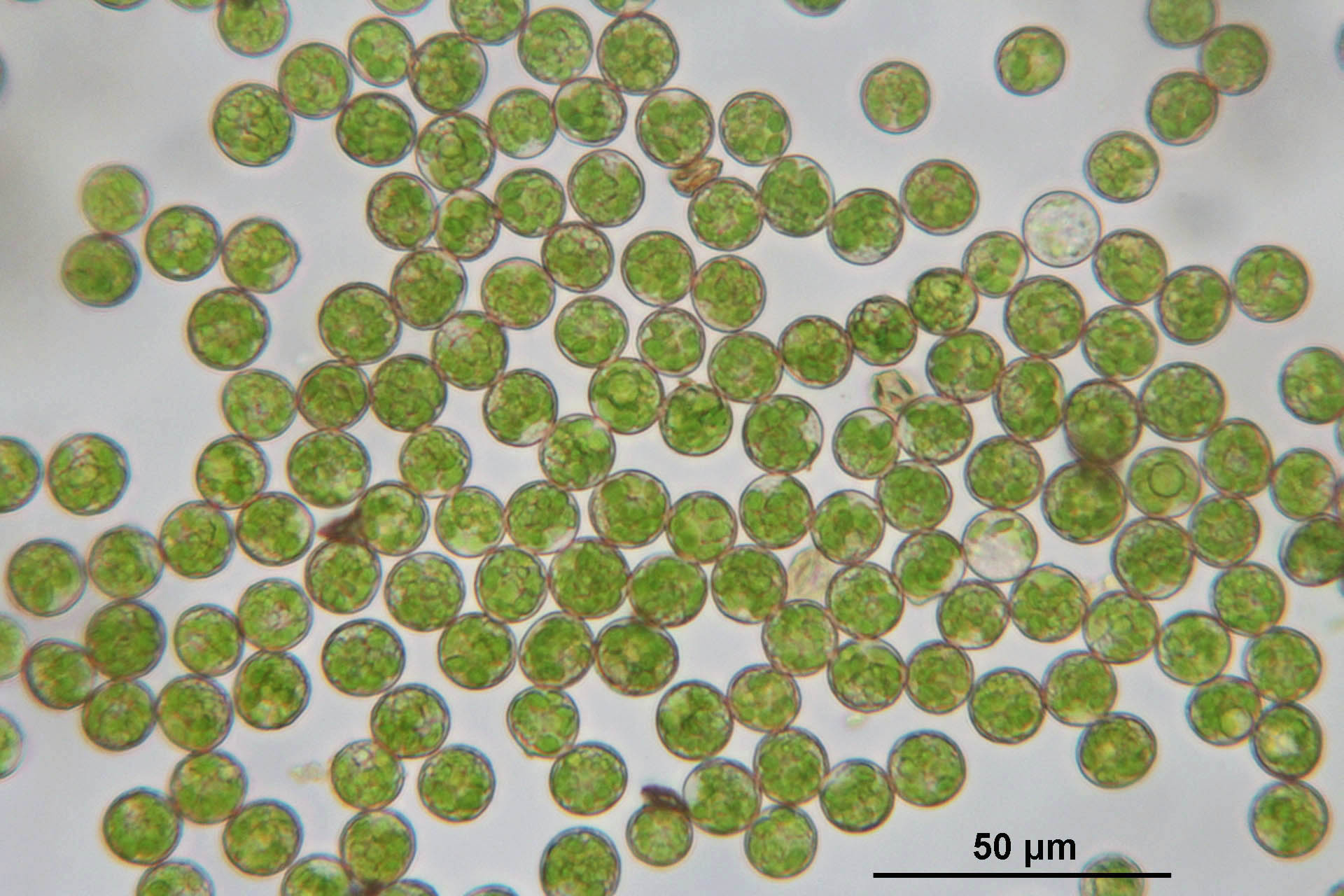

Рослини темно-зеленого кольору, мають висоту 0,5–2 см, не розгалужені й своїми розетками шириною 1 см нагадують алое. Листки дрібні в нижній частині стебла і швидко збільшуються до верхівки. Верхнє листя ланцетне, загострене, довжиною від 4 до 7 міліметрів. Листова жилка тягнеться до кінчика листка і зазубрена на тильній стороні. Мох дводомний, плодоносить часто, спори дозрівають восени і взимку. Пряма коробочка короткоциліндрична, спочатку округла жовто-зелена, пізніше світло-бура, суха зморшкувата, слабо звужена під устям.